# Malta Coast Artillery
Malta Coast Artillery (pol. Maltańska Artyleria Nadbrzeżna) – jednostka artylerii nadbrzeżnej British Army, istniejąca od 1802 do 1815 na Malcie, wówczas brytyjskim protektoracie, a później kolonii.
Zgodnie z umową pokojową w Amiens z 1802, Wielka Brytania zobowiązana była ewakuować się z Malty oraz zwrócić wyspę Zakonowi Maltańskiemu. Traktat stanowił również, że co najmniej połowa garnizonu na Malcie powinna składać się z 2000 żołnierzy maltańskich, dowodzonych przez rodzimych oficerów. Chociaż traktat nie został wdrożony, a Brytyjczycy nie ewakuowali się z Malty, jednostki zostały przeformowane, a istniejące maltańskie formacje lekkiej piechoty, milicji i ochotniczej artylerii nadbrzeżnej zostały rozwiązane.
Malta Coast Artillery została zgodnie z traktatem utworzona w 1802, przejmując rolę maltańskiej ochotniczej formacji artylerii nadbrzeżnej, która powstała w 1801. Jednostka obsadziła baterie znajdujące się przy Saint Paul’s Bay i Marsa Scirocco, odkomenderowane oddziały zajęły nadbrzeżne wieże. Do ich obowiązków należały operacje zwalczania przemytu. W lutym 1803 Malta Coast Artillery składała się ze 170 żołnierzy. Do 1804 liczba ta zwiększyła się do trzech kompanii po 100 mężczyzn każda, w 1806 podnosząc tę liczbę do 150. Jednostka dowodzona była przez kapitana Johna Viviona z Royal Artillery, który tworzył Maltese Militia Coast Artillery.
Żołnierze Malta Coast Artillery nosili takie same mundury jak Royal Artillery, składające się z ciemnoniebieskich płaszczy z czerwonymi wyłogami.
Malta Coast Artillery została połączona z Maltese Provincial Battalions i Maltese Veterans, tworząc 16 lutego 1815 Royal Malta Fencible Regiment.